# Rock and roll
Rock and roll lub rock ’n’ roll (ang., dosłownie „kołysz się i tocz”) – podstawowa forma leżąca u fundamentów wszystkich stylów rockowych. Samo określenie „rock and roll” zostało zaczerpnięte bezpośrednio z tradycji bluesa. Po raz pierwszy wyrażenie to w znaczeniu stylu muzycznego zostało użyte przez Alana Freeda w 1951 roku. Wywodzi się z uproszczonego i zredukowanego, do trzech lub czterech akordów, schematu bluesowego granego w szybkim tempie przy pomocy zelektryfikowanych instrumentów. Dodatkowo obejmuje wpływy rhythm and bluesa, country i tradycyjnego jazzu. Pierwszy raz został użyty w piosence Trixie Smith „My Man Rocks Me (With One Steady Roll)” 1922 r.

## Początki
Na początku rhythm & blues był wyłącznie dla Afroamerykanów. Wtedy pojawił się Alan Freed (ur. 1921 w Windber, Pensylwania, zm. 1965 w Palm Springs, Kalifornia), DJ z Cleveland i pomógł to zmienić. Zauważył, że biali nastolatkowie często kupowali w sklepach muzycznych albumy z muzyką Afroamerykanów. Zaczął promować tę muzykę pod nazwą „rock and roll” w radiu. Po raz pierwszy została użyta ta nazwa w znaczeniu muzycznym w 1951 roku. Tym samym Freed przyczynił się do obniżenia barier rasowych. Muzyka osiągnęła duży sukces i stała się dominującym nurtem. Alan Freed był też odpowiedzialny za organizację kilku z pierwszych rockandrollowych koncertów. Zmarł w wieku 43 lat na przewlekłą niewydolność nerek i marskość wątroby, co było następstwem alkoholizmu. W 1986 roku został nominowany do muzeum honorującego artystów i osoby, które wniosły znaczący wpływ do muzyki rockowej. 21 marca 2002 jego szczątki zostały przeniesione do Rock and Roll Hall of Fame.

## Cechy rock and rolla
Cechami charakterystycznymi rock and rolla są:
- prostota harmoniczna i rytmiczna
- najczęściej szybsze i agresywniejsze brzmienie niż w dotychczasowej muzyce rozrywkowej
- skład zespołu, który wykrystalizował się pod wpływem wzorcowej grupy Muddy’ego Watersa – śpiew (często wielogłosowy), gitara prowadząca, gitara rytmiczna, gitara basowa, pianino lub organy i perkusja
- proste w formie, lecz często głębokie w treści teksty dotyczące miłości i spraw młodzieży.

## Wykonawcy i odmiany
Rock and roll powstał w Stanach Zjednoczonych w połowie lat pięćdziesiątych XX wieku, a jego prekursorami byli Sister Rosetta Tharpe, Elvis Presley, Bo Diddley, Ritchie Valens, Chuck Berry, Little Richard, Jerry Lee Lewis, Carl Perkins, Buddy Holly i Eddie Cochran.
We wczesnych latach sześćdziesiątych zaczął zdobywać sobie popularność w Europie. Z początku za sprawą odwiedzających ją muzyków amerykańskich, a następnie tworzony przez rodzimych muzyków, głównie brytyjskich.
Brytyjska forma rock and rolla cechowała się bardziej wyrafinowaną formą, lecz zasadniczo nie odbiegała od amerykańskiego schematu. Do najwybitniejszych brytyjskich grup rockandrollowych należały: The Who, The Beatles, Queen, The Rolling Stones, The Kinks, Led Zeppelin, The Dave Clark Five, The Searchers i The Animals.
Rock and roll w swej pierwotnej formie przestał istnieć w połowie lat sześćdziesiątych, przekształcając się w rock ze wszystkimi jego odmianami, m.in. psychodeliczny rock, hard rock, soft rock itd.
W późniejszych dekadach pojawiały się próby rewitalizacji pierwotnego rock and rolla – jako punk rock, psychobilly i retro rock and roll.

## Historia

### Lata 50.
Źródła różnie podają datę powstania pierwszego rockowego nagrania. Niezależnie od tego, lata 50. XX wieku były dekadą, która wyniosła na szczyt muzykę rockandrollową. Kwestia dyskryminacji rasowej była widoczna w Stanach Zjednoczonych dużo wcześniej, a muzyka rock’n’rollowa przeciwstawiała się temu podziałowi. Rock notował coraz większy wzrost popularności z dnia na dzień. Dostrzegalny był znaczący wpływ na całym świecie. Słowa piosenek rockandrollowych były dużo bardziej sugestywne społecznie, niż miało to miejsce w innych gatunkach. Muzyka motywowała nastolatków do buntowania się przeciwko niektórym tradycyjnym zwyczajom. Był to bezpośredni sprzeciw wobec wspólnego punktu widzenia rodziców, że dzieci powinny „być widziane i nie być słyszane”. Ta rockandrollowa postawa uraziła niektórych rodziców i spowodowała, że postrzegali tę muzykę jako coś groźnego. Kultura Hollywood wykorzystała tę lukę między pokoleniami i uchwyciła ideę muzyki rockandrollowej. Interesowała nastolatków, jednocześnie szokując rodziców.
Rockabilly był popularnym stylem rockandrollowym podczas lat 50. Miał swoje korzenie w country, bluesie i swingu. Muzyka country zawsze była blisko związana z bluesem, szczególnie w latach 50. Od kiedy rockabilly pojawił się jako osobny styl muzyczny przyciągnął wielu fanów country. Na początku termin „rockabilly” był postrzegany jako uwłaczający, naruszający prawo. Jednakże zaczął zyskiwać szacunek podczas lat 50. Ten oryginalny gatunek przyciągał szerokie grono fanów, nie tylko młodych ludzi. Rockabilly miało później wpływ na wykonawców rockowych lat 60.
Jednym z najbardziej znanych przedstawicieli rockabilly był Elvis Presley, znany jako Król Rock’N’Rolla oraz gitarzysta Scotty Moore, który połączył ambitną gitarę z basem, co w połączeniu ze stylem śpiewu Elvisa wyniosło ten rytm do rangi dominującego nurtu. Kiedy utwór „That’s All Right Mama” został wypuszczony na rynek przez wytwórnię Sun Studios w lipcu 1954 roku i stacje radiowe w pobliżu Memphis zaczęły grać piosenkę, błyskawicznie została ona lokalnym hitem. Już w grudniu tego roku była grana w całym kraju. Elvis zaczął wtedy zgłębiać wiele innych gatunków muzycznych poza rockabilly i został najbardziej popularnym artystą swojego czasu.
Również wczesne nagrania Jerry’ego Lee Lewisa, Johnny’ego Casha czy Roya Orbisona określane są jako rockabilly.

### Lata 60.
W latach 60. wyłonił się Garage rock – o charakterystycznym szorstkim brzmieniu, nazwany tak, ponieważ najczęściej zespoły grające ten rodzaj muzyki, ćwiczyły w garażu jednego z członków zespołu. Cechą charakterystyczną tego gatunku były tanie, niskonakładowe i nieskomplikowane produkcje. Była to muzyka undergroundowa, co utrudniało ustalenie dokładnej daty powstania. Jednym z pierwszych albumów był album Jenny Lee w 1958 r. Od tamtej pory garage rock zaczął się rozwijać w wielu miastach. Paul Revere and the Riders byli pierwszą grupą, która odniosła sukces, a ich piosenka „Kicks” (1966 r.), zajęła 400. miejsce na liście 500 najlepszych piosenek wszech czasów magazynu Rolling Stone. Rockowi garażowemu często przypisuje się stworzenie podstaw dla późniejszego punk rocka. Rock and roll nie zdobył w Stanach wiodącej popularności. Wśród młodzieży miejskiej ciągle dominowała muzyka folk, a wśród dorosłych różne odmiany tradycyjnego popu. Rock and roll przyjął się natomiast w Europie, głównie w Wielkiej Brytanii. Podczas brytyjskiej inwazji w latach 1964–1966 wykorzystywana była forma tonacji garażowego rocka. W połowie lat sześćdziesiątych grupy te, przede wszystkim The Beatles, The Dave Clark Five, Herman’s Hermits i The Rolling Stones reeksportowały tę muzykę z powrotem do Ameryki Północnej. Wydarzeniem, które praktycznie z dnia na dzień otworzyło Amerykę na brytyjskich wykonawców było amerykańskie tournée Beatlesów z 1964 roku i sukces ich singla „I Want to Hold Your Hand”. Przyjęcie tych grup było entuzjastyczne i graniczyło z histerią. Na fali wywołanej przez wspomniane najwybitniejsze zespoły, wielu innych brytyjskich wykonawców odniosło wówczas sukces w USA. „Inwazja” przewróciła dotychczasową scenę muzyczną tego kraju, spychając w cień dotychczas zajmujących ją „grzecznych chłopców”, śpiewających banalne piosenki i wywołując pojawienie się amerykańskich zespołów nowego nurtu. Na skutek tej drugiej fali popularności rock and rolla, stał się on wiodącym nurtem w muzyce do czasów powstania muzyki rap/hip-hop.
Prawdopodobnie jednym z najbardziej godnych zapamiętania wydarzeniem muzyki rockowej był festiwal w Woodstock (15–18 sierpnia 1969 r.), który odbył się na farmie M. Yasgura w Bethel, koło Nowego Jorku. Jego hasłem było: Peace, Love and Happiness (pokój, miłość i szczęście). Mimo tego, że festiwal nie był reklamowany w środkach masowego przekazu, przyciągnął ponad 500 tysięcy ludzi. Wzięła w nim udział większość najwybitniejszych wykonawców tamtego okresu (m.in. Santana, Janis Joplin, The Who, Jimi Hendrix). Amerykańska młodzież epoki dzieci kwiatów, znudzona już polityką i niebezpieczeństwami kapitalistycznego świata, szukała ucieczki w różnego rodzaju środkach odurzających, dlatego też obok gołąbka pokoju siedzącego na gryfie od gitary, pojawił się nieoficjalny symbol Woodstocku – liść konopi indyjskiej. Stało się tak również dzięki policji, która na okres trwania festiwalu zaprzestała walki z narkotykami. Przez cały czas festiwalu nie zanotowano ani jednego przypadku kradzieży, rozboju czy gwałtu.

### Lata 70.
Głównym nurtem lat 70. była kontynuacja muzyki stworzonej przez The Beatles i The Rolling Stones. Tonacja była ostrzejsza niż we wcześniejszej muzyce rockowej, ale łagodniejsza niż hard rock. Wokal nie był tak agresywny, jak podkład muzyczny, ale w odpowiedni sposób ze sobą współpracowały. Wystąpienie The Beatles na stadionie Shea w 1965 roku w Nowym Jorku dało początek erze koncertów na stadionach. Ostatecznie stały się elementem kultury rockowej i rozprzestrzeniły w niesamowitym tempie.
Równocześnie dużą popularnością cieszył się hard rock, który miał swój początek w bluesie i psychodelicznym rocku. Grupy takie jak Led Zeppelin, Deep Purple, Judas Priest, The Rolling Stones, Black Sabbath, w przypadku Polski Test zagwarantowały sukces muzyce heavyrockowej. Początkowo media krytykowały nowy styl, nie nazywały nawet „tego brzmienia” muzyką. Podczas lat 70. sprzedaż ciężkiego rocka zanotowała spadek, podczas gdy nowe gatunki, jak punk i disco zajęły listy przebojów. Jakkolwiek nie zanikła całkowicie, inspirując wielu ludzi, którzy stworzyli w latach 70. muzykę glamrockową, do której należała grupa Queen.
W początkowym undergroundowym stadium punk rock również miał swój początek w latach 70. Z założenia opierał się na buncie. Pionierzy tego gatunku oświadczali, że ich motywacją było pragnienie różnienia się od typowych muzyków lat 60. i chęć powrotu do ostrzejszego brzmienia garażowego rocka. Wraz z zespołami takimi jak The Clash czy The Sex Pistols pochodzącymi z Wielkiej Brytanii w roku 1977 nastąpił widoczny powrót muzyki undergroundowej. W Stanach Zjednoczonych muzyka punkowa początkowo pojawiła się na Wschodnim Wybrzeżu, ale podczas tournée The Sex Pistols zaczęła się szerzyć. Trend dotarł do Kalifornii, gdzie zaczęły się wprost mnożyć zespoły, takie jak Dead Kennedys i Black Flag.

### Lata 80.
Podczas lat 80. rock podzielił się na wiele gatunków i wszystkie z nich były popularne. Poprzedzając lata 80., kolejne gatunki muzyczne powstawały, stawały się popularne i upadały, gdy pojawił się nowy gatunek. Nie miało to miejsca w latach 80.
Fenomenem lat 80. były zespoły glamrockowe i hairmetalowe (zwłaszcza w Stanach Zjednoczonych). Nazwa powstała od ang. słowa glamour oznaczającego blask, przepych. Czołowym zespołem muzyki glam był David Bowie, który swoją pierwszą płytę wydał jeszcze w 1967 r. Muzyka opierała się na czterotaktowym schemacie rockandrollowym. Najważniejszym elementem był wizerunek artystów: kiczowate stroje, legendarne tapirowane fryzury, idące w parze z szokującym scenicznym zachowaniem. Muzycy glam rockowi: KISS, Cinderella, Ratt, Poison, David Lee Roth, Twisted Sister, Dokken, Bon Jovi, L.A. Guns, Whitesnake, Warrant, W.A.S.P., Pretty Boy Floyd, Queensrÿche, Metal Shop, Quiet Riot, Hardline, żeńska grupa Vixen.
Oprócz tego, poza głównym nurtem miał miejsce największy rozkwit muzyki heavy metal. Po drastycznym spadku popularności hard rocka na rzecz punk rocka w drugiej połowie lat 70., na samym początku lat 80. w Europie, zwłaszcza w Wielkiej Brytanii powstawały tysiące zespołów heavymetalowych grających jeszcze mocniej i ciężej niż poprzednicy z lat 70.
To zjawisko zostało nazwane NWOBHM (New Wave Of British Heavy Metal) a głównymi przedstawicielami były zespoły pokroju Iron Maiden, Saxon, Motörhead, Judas Priest, Tank, Battleaxe, Raven, Dark Star, Wolf i wiele innych. Szybko rozprzestrzeniło się to na inne kraje i tak W Niemczech były zespoły takie jak Accept, Railway, Steeler, we Francji między innymi H-Bomb, w Belgii Killer, w Polsce TSA, Turbo, Kat, VooDoo, Open Fire, 666XHE.
Druga połowa lat 80. to czas rozkwitu mocniejszych i bardziej ekstremalnych odmian metalu powstałych w wyniku fuzji heavy metalu z punk rockiem. Był to speed metal i thrash metal. Charakteryzowały się bardzo surowym i szybkim graniem oraz zaczerpniętą od punków metodą DIY – Zrób To Sam. W USA między innymi Slayer, Metallica, Megadeth, Exodus, Testament, Agent Steel. W Niemczech Sodom, Kreator, Destruction, w Anglii Venom, Atomkraft, Xentrix, Onslaught. W Polsce Wilczy Pająk, Hammer, Dragon, Destroyers.
Lata 80. były czasem największej popularności heavy i thrash metalu.